# Slánka

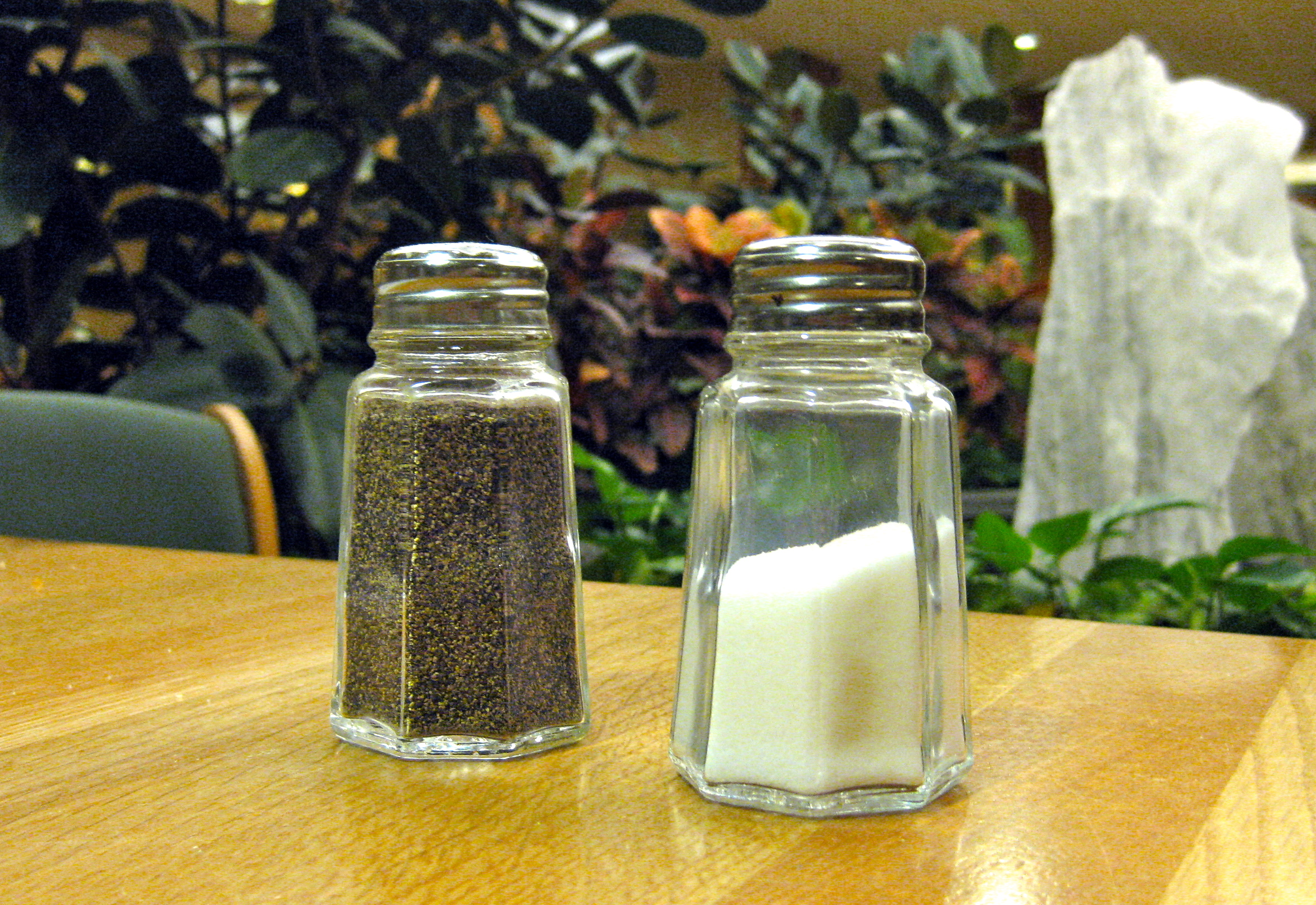
Skleněná pepřenka a slánka

Slánka (na Moravě solnička) je označení pro nádobu, užívanou pro uskladnění kuchyňské soli. Označení slánka je doložené již ze 16. století.

## Druhy slánek
Existují dva druhy slánek – první typ se pokládá na jídelní stůl a používá se při přisolování konzumovaného jídla (existují jak otevřené, tak uzavřené varianty, podobně jako v případě pepřenky), druhá varianta slouží k uskladnění větších zásob v kuchyni nebo ve spíži. Nejčastěji se slánky vyrábějí z porcelánu, skla nebo kovu, popřípadě z plastu. Můžeme se setkat také s umělecky zpracovaným provedením slánek, nebo také s motivem slánky v umění.

## Galerie

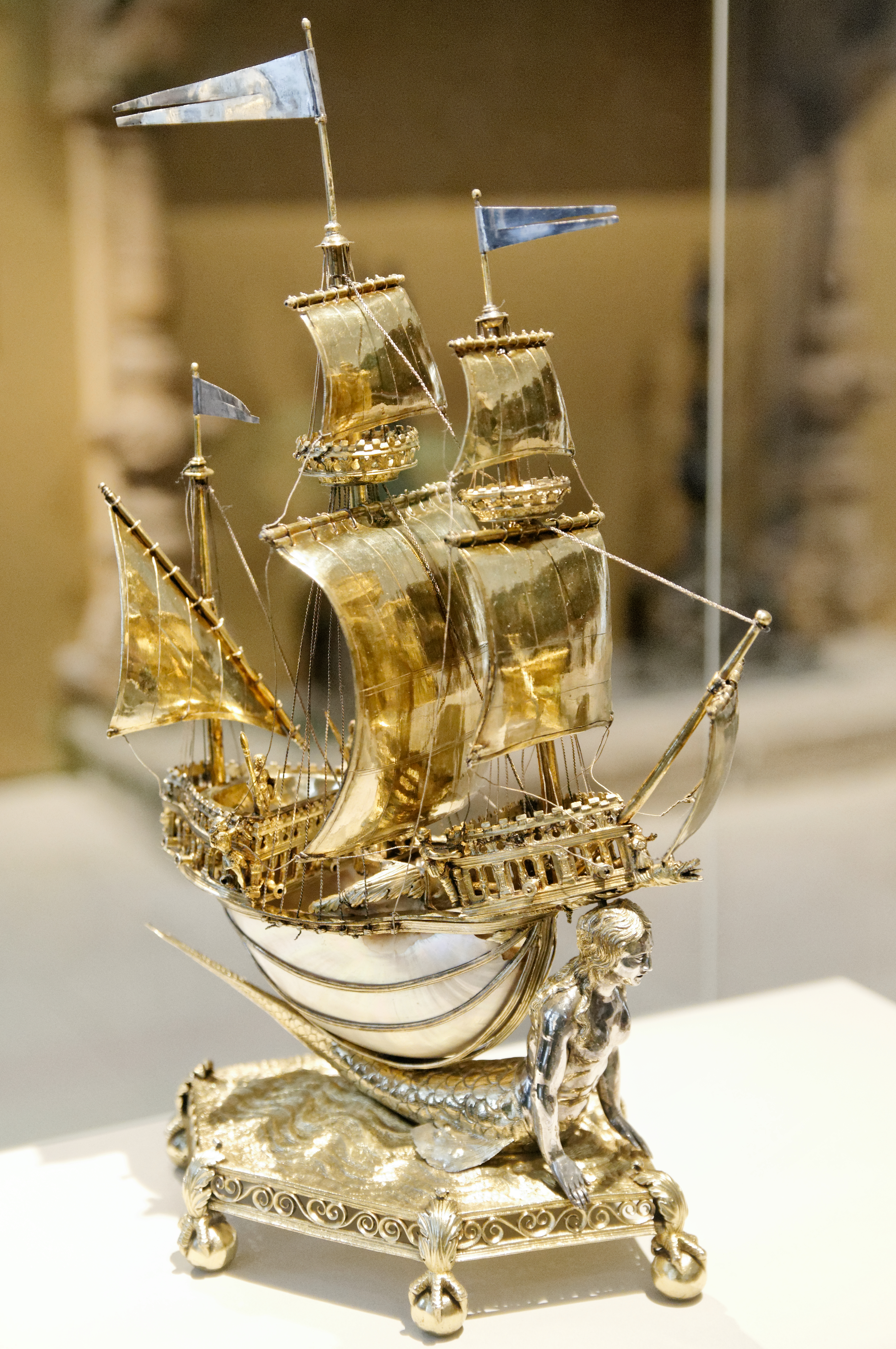
Francouzská umělecky zpracovaná slánka z roku 1527 (nebo 1528)
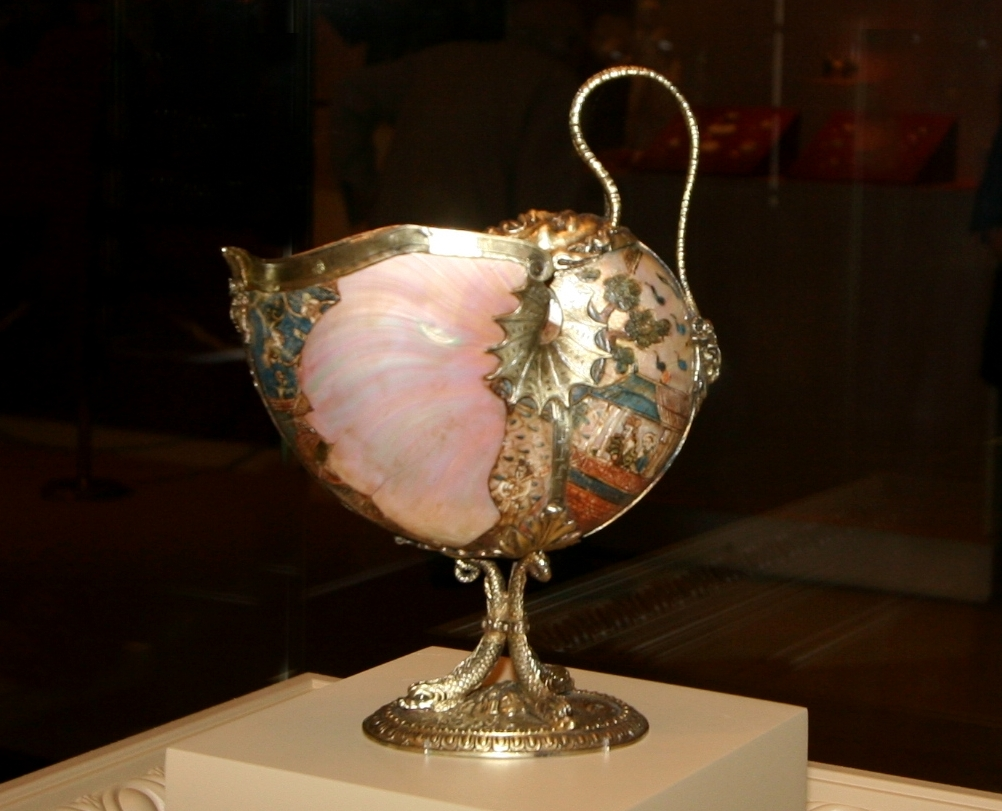
Čínská umělecky zpracovaná slánka ze 16. století
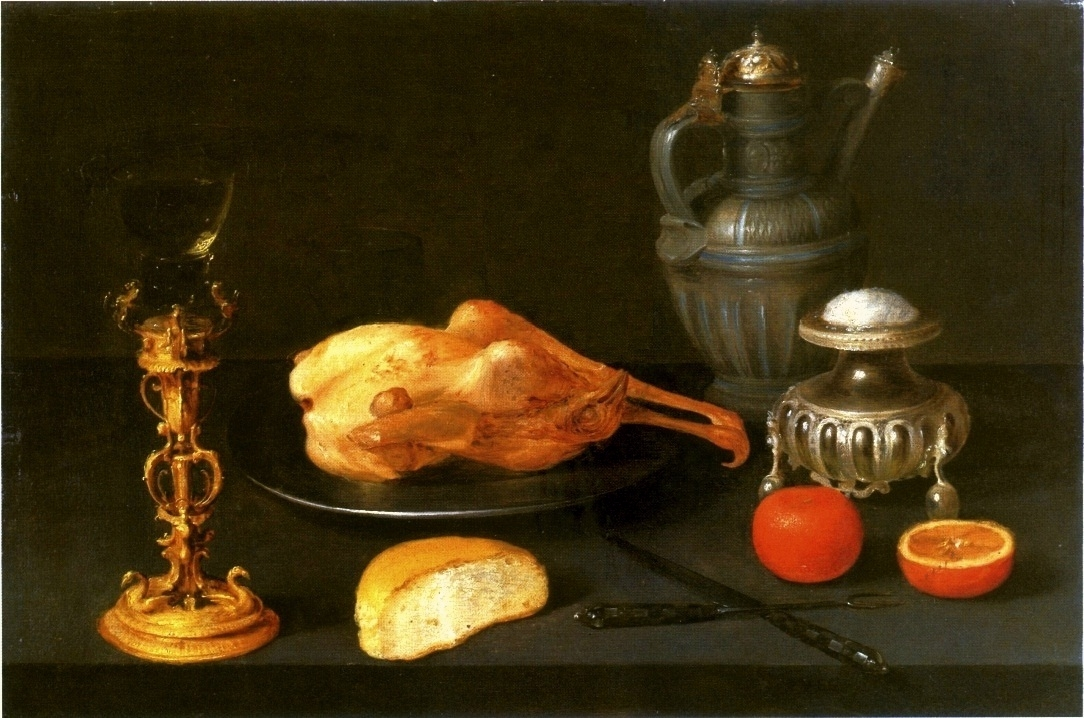
Jacob Foppens van Es: Zátiší se slánkou, olej na plátně, první polovina 17. století